# Gorno Szedlarce
Gorno Szedlarce (macedónul: Горно Седларце, albánul Sedllarci i Epërm) település Észak-Macedóniában, a Pologi körzet Bogovinyei járásában.

## Népesség
| Lakosok száma | 592  | 689  | 902  | 1069 | 1318 |      | 1483 | 1776 | 1521 |
|               | 1948 | 1953 | 1961 | 1971 | 1981 | 1991 | 1994 | 2002 | 2021 |

2002-ben 1 776 lakosa volt, akik közül 1 773 albán, 3 egyéb.